# Into the Blue
"Into the Blue" je pjesma australske pjevačice Kylie Minogue. Objavljena je kao prvi singl s njenog dvanaestog studijskog albuma, Kiss Me Once, u siječnju 2014. godine u izdanju diskografske kuće Parlophone. Pjesma je snimljena u Londonu na 45. rođendan Minogue, a napisao Kelly Sheehan, Mike Del Rio i Jacob Kasher. Pjesma je objavljena u Australiji i na Novom Zelandu 27. siječnja, Sjedinjene Američke Države, Kanada i Europa je 28. siječnja, a Velika Britanija, Švicarska i Njemačka 8. ožujka.

## Popis pjesama
Digitalni download (1 pjesma)
1. "Into the Blue" – 4:08

Digitalni download (2 pjesme) i 7" vinili
1. "Into the Blue" – 4:08
2. "Sparks" – 3:30

Digitalni remix
1. "Into the Blue" (S-Man Deep Blue Remix) – 7:36
2. "Into the Blue" (Patrick Hagenaar Colour Code Remix) – 6:22
3. "Into the Blue" (Vanilla Ace Remix) – 6:22

Remix EP
1. "Into the Blue" (Album Version) – 4:08
2. "Into the Blue" (S-Man Deep Blue Remix) – 7:36
3. "Into the Blue" (Patrick Hagenaar Colour Code Remix) – 6:22
4. "Into the Blue" (Vanilla Ace Remix) – 6:22

## Top ljestvice
| Top ljestvica (2014.)                   | Najviša pozicija |
| --------------------------------------- | ---------------- |
| Australija (ARIA Charts)                | 46               |
| Austrija (Ö3 Austria Top 40)            | 37               |
| Belgija (Ultratop Flandrija)            | 6                |
| Belgija (Ultratop Valonija)             | 3                |
| Hrvatska (Croatian Airplay Radio Chart) | 3                |
| Finska (Suomen virallinen lista)        | 22               |
| Francuska (SNEP)                        | 47               |
| Irska (Irish Singles Chart)             | 9                |
| Japan (Japan Hot 100)                   | 8                |
| Mađarska (Rádiós Top 40)                | 12               |
| Mađarska (Single Top 20)                | 19               |
| Njemačka (Media Control Charts)         | 31               |
| Škotska (Official Charts Company)       | 10               |
| Španjolska (PROMUSICAE)                 | 16               |
| Švicarska (Schweizer Hitparade)         | 32               |
| Velika Britanija (UK Singles Chart)     | 12               |
| SAD (Hot Dance Club Play)               | 1                |
| SAD (Dance/Electronic Digital Songs)    | 27               |
| SAD (Dance/Electronic Songs)            | 26               |

## Povijest objavljivanja
| Regija           | Datum              | Format                 |
| ---------------- | ------------------ | ---------------------- |
| Australija       | 28. siječnja 2014. | Digitalni download     |
| Novi Zeland      | 28. siječnja 2014. | Digitalni download     |
| Australija       | 21. veljače 2014.  | Remix EP               |
| Njemačka         | 7. ožujka 2014.    | CD, digitalni download |
| Austrija         | 7. ožujka 2014.    | CD, digitalni download |
| Švicarska        | 7. ožujka 2014.    | CD, digitalni download |
| Irska            | 7. ožujka 2014.    | CD, digitalni download |
| Velika Britanija | 9. ožujka 2014.    | CD, digitalni download |
| Kanada           | 11. travnja 2014.  | Remix EP               |
| SAD              | 1. travnja 2014.   | Digitalni download     |